# アブラコウモリ
アブラコウモリ（油蝙蝠、学名: Pipistrellus abramus）は、コウモリ亜目ヒナコウモリ科に属するコウモリの一種。日本に棲息する中では唯一の、住家性、すなわち、家屋のみをすみかとするコウモリである。したがって、日本では人間にとって最も身近なコウモリであると言える。その習性から、イエコウモリ（家蝙蝠）の別名がある。史前帰化動物とする説もある。
また、別名をアブラムシともいい、abramus という種小名はこれに由来する。アブラコウモリは、シーボルトが長崎で入手した標本によって西洋に紹介されたが、当時、九州北部で「アブラムシ」と呼んでいたために、その名称と共にヨーロッパへ渡ることとなった。『日本動物誌』にも Vespertilio abramus として記載されており、長崎の建物の屋根裏などに見られることなどとともに、"Son nom japonais est Abramusi (insecte du lard)"（日本名は Abramusi（脂の昆虫）という）と説明されている。江戸時代には、この呼称は全国的にも一般的であったとされる。

## 形態

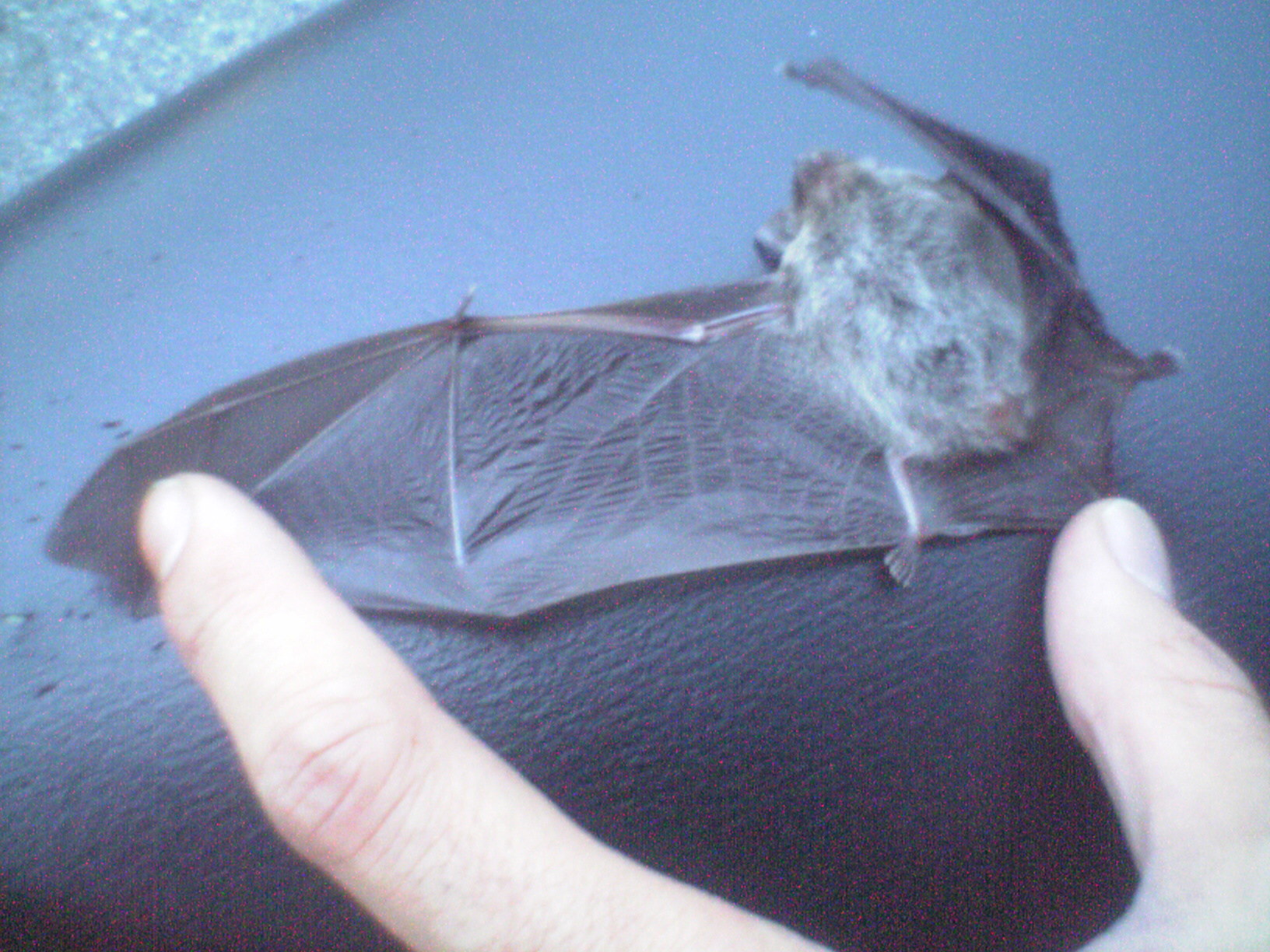
アブラコウモリの翼部

大きさは、前腕長 30.3-35.5mm、頭胴長 38-60mm、尾長 29-45mm、体重5-11g。歯式は、2/3・1/1・2/2・3/3。体毛は黒褐色から暗灰褐色。皮膜は灰褐色または明るい褐色。幼獣は黒っぽい。雄の場合は、他種と比べて長い陰茎が目立つ（陰茎骨が10-11mm）。

## 生態
市街地を中心として、平野部に広く分布する。東京都心をはじめとする都市部の市街地にも数多く棲息し、夕刻の空に普通に見られる。人家のない山間部などには棲息せず、自然洞窟などでの記録は、まれにしかない。1.5cm ほどの隙間があれば出入りすることができ、家屋の瓦の下、羽目板と壁の間、戸袋の中、天井裏、換気口など建物の隙間などを主な棲息場所（ねぐら）とする。都市部では、高層ビルの非常口裏などのほか、道路・鉄道等の高架や橋の下、大型倉庫内などもねぐらとなる。
数頭の家族単位（雌と幼獣）で暮らすことが多いが、幼獣を含む雌の繁殖集団では、50-60頭、時には200頭にもなる。成獣の雄は1頭で暮らすことが比較的多い。
夜行性で、昼間はねぐらで休み、日没近くから夜間に飛び回る。カ、ユスリカ、ヨコバイなどの小型昆虫類を主食とし、ウンカ、甲虫、ゴキブリなども捕食する。活動は日没後2時間程度が最も活発。河川などの水面上や田畑・駐車場などのオープンスペース、あるいは街灯の近くなどを、ヒラヒラと不規則に飛び回り、飛翔昆虫を捕食する。都市部では、有機物量の多い汚濁河川から大量に発生するユスリカが重要な食物となっていることが多い。
日本では、11月の中ごろから冬眠に入る。暖かい場所に多数が集まって冬越しをする。3月中下旬に冬眠から覚め、活動を開始する。冬眠期間中でも、暖かい日には飛翔する姿が見られることもある。近年、都市部では冬眠しないものも現れている。
雌は満1歳から出産し、7月初旬に1-4頭（通常は2-3頭）の仔を産む。30日程度で離乳して巣立つ。10月に入ると交尾を行う。精子は雌の生殖器官に貯えられたまま冬を越す。冬眠あけの4月下旬になってから排卵が起こり、受精・妊娠する。
コウモリとしては珍しく、一度に複数の仔を産むが、繁殖力が強い分寿命は雄で3年、雌で5年ほどと、他のコウモリに比べ短い。雄は1年以内に死んでしまうことが多い。
天敵は蛇や猛禽類やカラス。

## 分布
シベリア東部からベトナムにかけてのアジア大陸、台湾および日本。日本国内では、北海道道央以東、以北を除くほとんど全国に分布する。すなわち、北海道道南、本州、四国、九州、佐渡島、隠岐諸島、壱岐、対馬、五島列島、奄美大島、徳之島、沖縄島、慶良間島、宮古島、西表島（及び伊豆大島）などである。ただし伊豆諸島や南西諸島などには棲息の確認されていない島もある。
日本に分布するものとアジア大陸に分布するものを別種とし、後者を Pipistrellus javanicus とする説もある。その場合、本種（P. abramus）は日本固有種ということになる。

## 保全状況評価
- LEAST CONCERN (IUCN Red List Ver. 3.1 (2001))[1]

## 人間との関わり
人家周辺を飛ぶ蚊などの害虫を捕食するため、アブラコウモリには益獣としての側面がある。一方、1か所に暮らす個体数が多い場合、人家を住処とすることもあって、糞や尿による落下汚染とそれに伴う臭いやダニの発生、または夜間の騒音によっても、人間生活に被害とみなされる影響を与えることがある。近年、このような苦情は増加傾向にあり、忌避剤の使用やコウモリ駆除の依頼をする家庭もある。
かつては、家に棲みついたり入ってきたりすると縁起がよいとされたコウモリだが、伝統的なイメージが忘れ去られるとともに、現代では、単に気味が悪いという理由で嫌がる人もある。もともと東アジアでは、コウモリの漢語“蝙蝠”（へんぷく／ビェンフー）の「蝠」の字音である「ふく／フー」が「福」に通じるとして縁起のよい動物とされており、日本ではさらに、子宝に恵まれるというイメージもあって、めでたい動物として親しまれた。図柄としても好まれ、江戸後期には歌舞伎役者・七代目市川團十郎が蝙蝠の柄を流行らせたという記録も残っている。またカステラ本家でお馴染み長崎の福砂屋（創業寛永元年：162４年）の商標も幸福の象徴として蝙蝠を図案化している。しかし、西洋の怪奇小説などに由来する「コウモリは不吉な動物」であるとの概念が浸透して、旧来の概念が薄れたのである。
ヒートアイランド現象によって高い気温が保たれ、餌となる小型昆虫の多い都市部は、アブラコウモリにとって有利な生存環境であり、都市部では近年、その数が増加している。住宅街等でも容易に観察することのできる身近な哺乳動物として、貴重な存在と言える。
鳥獣保護管理法により、捕獲または殺傷することは原則として禁じられている。